# Boľkovce
Boľkovce (ungarisch Bolyk) ist eine Gemeinde im Süden der Slowakei mit 626 Einwohnern (Stand 31. Dezember 2024). Sie gehört zum Okres Lučenec, einem Kreis des Banskobystrický kraj.

## Geographie
Die Gemeinde befindet sich im Talkessel Lučenská kotlina (Teil der Juhoslovenská kotlina) am rechten Ufer des Ipeľ. Das Ortszentrum liegt auf einer Höhe von 186 m n.m. und ist acht Kilometer von Lučenec entfernt.
Neben dem eigentlichen Ort Boľkovce liegt etwa dreieinhalb Kilometer westlich die Siedlung Boľkovská osada, u. a. Standort des Sportflugplatzes Boľkovce (ICAO-Code: LZLU).
Nachbargemeinden sind Pinciná im Norden, Nitra nad Ipľom im Osten und Südosten, Holiša im Süden und Lučenec im Westen.

## Geschichte

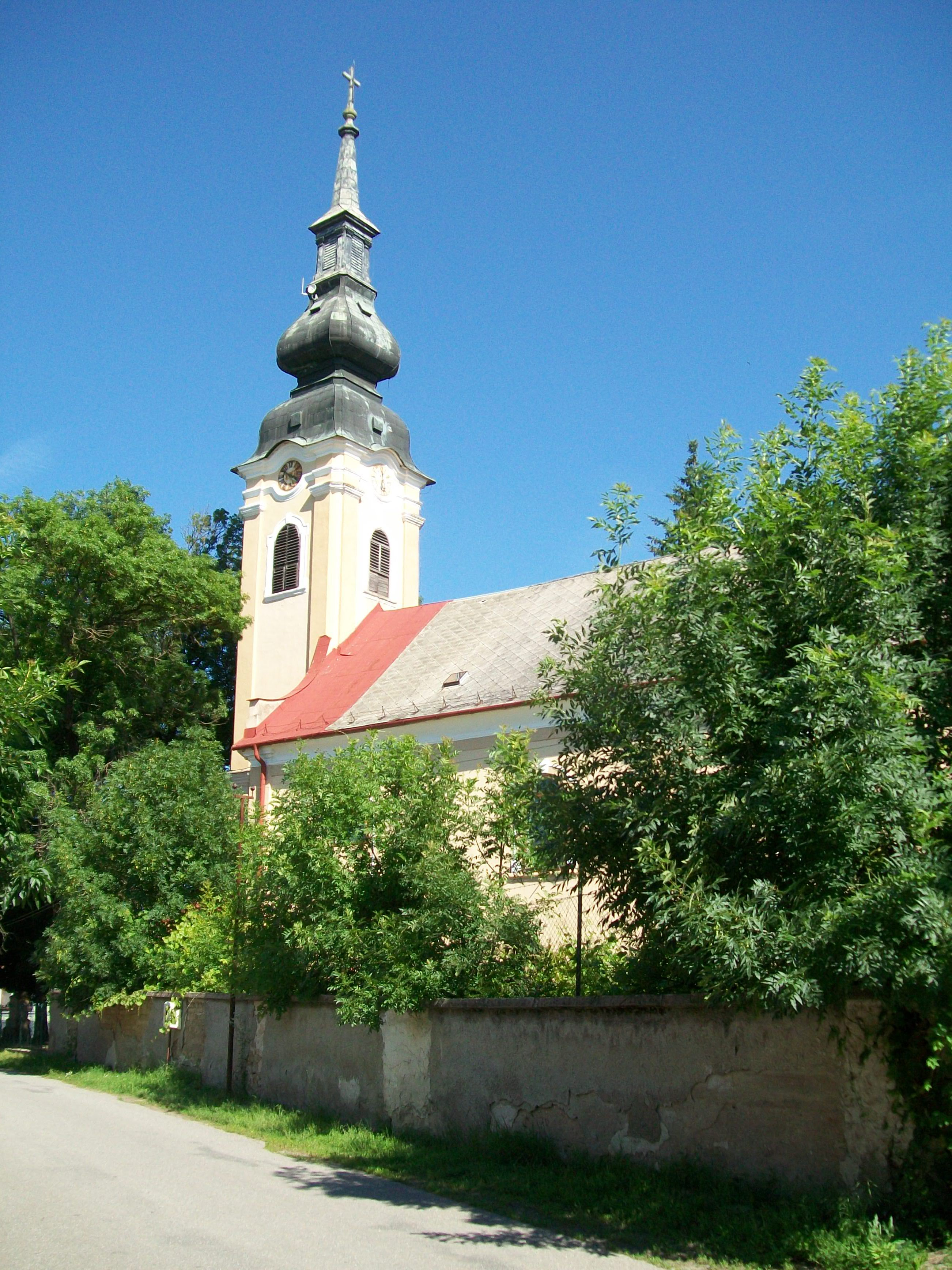
Kirche

Boľkovce wurde zum ersten Mal 1320 als Bolk schriftlich erwähnt. 1828 zählte man 55 Häuser und 542 Einwohner.
Bis 1918 gehörte der im Komitat Neograd liegende Ort zum Königreich Ungarn und kam danach zur Tschechoslowakei beziehungsweise Slowakei. 1938–1944 lag er auf Grund des Ersten Wiener Schiedsspruchs noch einmal in Ungarn.

## Bevölkerung
| Jahr                | 1994 | 2004    | 2014    | 2024    |
| ------------------- | ---- | ------- | ------- | ------- |
| Anzahl der Personen | 625  | 656     | 620     | 626     |
| Unterschied         |      | +4,96 % | −5,48 % | +0,96 % |

| Jahr                | 2023 | 2024    |
| ------------------- | ---- | ------- |
| Anzahl der Personen | 628  | 626     |
| Unterschied         |      | −0,31 % |

Gemäß der Volkszählung 2011 wohnten in Boľkovce 650 Einwohner, davon 441 Slowaken, 125 Magyaren und drei Deutsche. 81 Einwohner machten keine Angabe. 449 Einwohner bekannten sich zur römisch-katholischen Kirche, 24 Einwohner zur evangelischen Kirche A. B., vier Einwohner zu den Zeugen Jehovas und jeweils ein Einwohner zur evangelisch-methodistischen Kirche und zur orthodoxen Kirche. 58 Einwohner waren konfessionslos und bei 113 Einwohnern wurde die Konfession nicht ermittelt.
Ergebnisse nach der Volkszählung 2001 (669 Einwohner):
| Nach Ethnie: - 72,80 % Slowaken - 25,26 % Magyaren - 1,05 % Roma | Nach Konfession: - 85,95 % römisch-katholisch - 6,43 % konfessionslos - 4,63 % evangelisch - 2,24 % keine Angabe - 0,15 % griechisch-katholisch |

## Bauwerke
- römisch-katholische Dionysiuskirche im klassizistischen Stil aus dem späten 18. Jahrhundert

## Persönlichkeiten
- István Katona (1732–1811), ungarischer Abt, Theologe und Historiker